# Geppo il folle
«Geppo il folle» (укр. «Безумний Джеппо») — студійний альбом італійського співака та кіноактора Адріано Челентано, випущений в 1978 році, під лейблом «Clan Celentano».

## Про альбом
Альбом містить саундтреки до однойменного фільму «Безумство Джеппо», що вийшов 1978 року. Челентано був режисером, продюсером та сценаристом фільму, він і його дружина Клаудія Морі зіграли головні ролі. Челентано виконав роль знаменитого естрадного співака.
Музика альбому виконана в стилі диско. Платівка посіла 6 позицію в італійському чарті 1979 року.
Пісні «Hello America», «(Please) Stay A Little Longer» і «Happy To Be Dancing With You» виконувалися англійською мовою. Пісні «Geppo» і «Hello America» виконувалися співаком для різних телепередач, на одній з яких Челентано співаючи поздоровляв французьку рок-зірку Джонні Холлідея з 20-річчям творчої кар'єри. До альбому Челентано «Arrivano gli uomini» 1996 року увійшов ремейк пісні «(Please) Stay a little longer» під назвою «Scusami», який виконаний італійською мовою.
Альбом випускався на LP-платівках у 33 оберти в Італії, Німеччині і Франції. Починаючи з 1996 року виходили ремастовані перевидання альбому на CD. П'ять пісень альбому виходили як сингли в різних європейських країнах. Пісня «Geppo» виходила в Італії, Німеччині і Франції. Пісні «Che Cosa Ti Farei» і «Hello America» — в Італії. «(Please) Stay A Little Longer» — в Італії і Франції. Пісня «Sei Proprio Tu» — в Італії і Німеччині. В СРСР у 1983 році фірма «Мелодія» випускала платівку під назвою «Ты Самая Красивая», яка містила пісні «Geppo» і «Che Cosa Ti Farei».

## Список композицій
LP
Сторона «А»
| #  | Назва                          | Автор                                              | Тривалість |
| -- | ------------------------------ | -------------------------------------------------- | ---------- |
| 1. | «Geppo»                        | Крістіано Мінеллоно, Адріано Челентано, Тоні Міммс | 9:37       |
| 2. | «Hello America»                | Даніеле Байма Бескет, Рональд Джексон              | 3:58       |
| 3. | «Happy to be dancing with you» | Даніеле Байма Бескет, Рональд Джексон              | 6:14       |

Сторона «Б»
| #     | Назва                                | Автор                                                      | Тривалість |
| ----- | ------------------------------------ | ---------------------------------------------------------- | ---------- |
| 4.    | «Che cosa ti farei»                  | Крістіано Мінеллоно, Даніеле Байма Бескет                  | 5:34       |
| 5.    | «(Please) Stay a little longer»      | Даніеле Байма Бескет, Рональд Джексон                      | 5:52       |
| 6.    | «Sei proprio tu (Don't getme wrong)» | Крістіано Мінеллоно, Рональд Джексон, Даніеле Байма Бескет | 5:46       |
| 37:39 |                                      |                                                            |            |

## Творча група
- Аранжування — Тоні Міммс, Роберто Коломбо, Даніеле Байма Бескет
- Менеджмент — Мікі Дель Прете
- Фотограф — Віченціно
- Продюсер — Даніеле Байма Бескет, Мікі Дель Прете

## Ліцензійне видання

### Альбом
| Назва                              | Лейбл                                     | Маркування            | Країна    | Рік  |
| ---------------------------------- | ----------------------------------------- | --------------------- | --------- | ---- |
| Geppo Il Folle (LP, Album)         | Clan Celentano, Clan Celentano            | CLN 20099, CLAN 20099 | Італія    | 1978 |
| Geppo Il Folle (Cass, Album)       | Clan Celentano                            | 30 CLN 20099          | Італія    | 1978 |
| Geppo Il Folle (LP, Album)         | Eurodisc, Eurodisc                        | 913237, 200198        | Франція   | 1978 |
| Geppo Il Folle (LP, Album)         | Ariola, Ariola                            | 200 198, 200 198—320  | Німеччина | 1978 |
| Geppo Il Folle (LP, Album)         | Best Seller (2)                           | 87010                 | Італія    | 1979 |
| Geppo Il Folle (CD, Album)         | Clan Celentano                            | CLCD 344272           | Італія    | 1996 |
| Geppo Il Folle (CD, Album)         | Clan Celentano                            | 74321 34427 2         | Італія    | 1996 |
| Geppo Il Folle (CD, Album, RE)     | Clan Celentano                            | SP 60922              | Італія    | 1996 |
| Geppo Il Folle (CD, Album, RE)     | Clan Celentano, S4                        | CLN 20202, 4971542    | Європа    | 2002 |
| Geppo Il Folle (CD, Album, RE)     | Clan Celentano, Arnoldo Mondadori Editore | CLN 2089-CCC          | Італія    | 2011 |
| Geppo Il Folle (CD, Album, RE)     | Universal                                 | 3259130004588         | Італія    | 2012 |
| Geppo Il Folle (CD, Album, RE, RM) | Universal Music Russia                    | 4605026711303         | Росія     | 2012 |

### Сингли з альбому
| Назва                                                                             | Лейбл              | Маркування           | Країна    | Рік  |
| --------------------------------------------------------------------------------- | ------------------ | -------------------- | --------- | ---- |
| Geppo/Che Cosa Ti Farei/Hello America (Vinyl, 12", 45 RPM, Promo)                 | Clan Celentano     | PRG 8                | Італія    | 1978 |
| (Please) Stay A Little Longer/Sei Proprio Tu (Vinyl, 7", 45 RPM, Single, Jukebox) | Clan Celentano     | YD 531               | Італія    | 1978 |
| Geppo/(Please) Stay A Little Longer (Vinyl, 7", 45 RPM, Single)                   | Eurodisc, Eurodisc | 911 203, 100 108     | Франція   | 1978 |
| Geppo/Stay A Little Longer (7")                                                   | Eurodisc           | 110 108              | Франція   | 1978 |
| Che Cosa Ti Farei/Geppo (7", Jukebox)                                             | Clan Celentano     | YD 525               | Італія    | 1978 |
| Geppo/Sei Proprio Tu (Don't Get Me Wrong) (7", Single)                            | Ariola, Ariola     | 100 281, 100 281—100 | Німеччина | 1979 |
| Che Cosa Ti Farei (7")                                                            | Clan Celentano     | CLN 10120            | Італія    | 1979 |
| Hello America / Che Cosa Ti Farei (Vinyl, 7", Single, 45 RPM, Promo)              | Clan Celentano     | YD 537               | Італія    | 1979 |
| Ты Самая Красивая (Geppo/Che Cosa Ti Farei) (Flexi, 7", Mono)                     | Мелодия            | Г62—09903-4          | СРСР      | 1983 |
| Ты Самая Красивая (Geppo/Che Cosa Ti Farei) (Flexi, 7", Mono)                     | Мелодия            | Г62—09903-4          | СРСР      | 1983 |
| Ты Самая Красивая (Geppo/Che Cosa Ti Farei) (Flexi, 7", Mono, Red)                | Мелодия            | Г62—09903-4          | СРСР      | 1983 |